# Инмок-ванху
Инмо́к-ванху́ (인목왕후, 仁穆王后; 15 декабря 1584 — 13 августа 1632) — королева-консорт, вторая супруга чосонского вана Сонджо. Происходила из клана Ёнан Ким. Инмок — её посмертное имя, ванху — титул, личное имя неизвестно. Она была королевской супругой с 1602 года до смерти своего мужа в 1608 году, после чего была удостоена титула Вдовствующей королевы Сосон (소성왕대비) во время правления её приёмного сына Кванхэ, и титула Великой вдовствующей королевы Мёнрёль (명렬대왕대비) во время правления её сводного внука Инджо.

## Жизнеописание

### Ранние годы
Будущая королева родилась 15 декабря 1584 года в Хансонбане, Хансон, во время правления короля Сонджо. Её отец, Ким Дже Нам, был членом клана Ёнан Ким, а её мать была членом клана Кванджу Но. Через своего отца она является правнучкой в шестом колене по материнской линии принцессы Чонхви и правнучкой в седьмом колене по материнской линии королевы Сохон и короля Седжона. По матери, она также является правнучкой в седьмом колене короля Седжона и королевы Сохон через прадеда в шестом колене, Великого принца Имёна. Принцесса Чонхви была старшей сестрой короля Мунджона, короля Седжо и великого принца Имёна.
Её мать, госпожа Но, также приходилась двоюродной сестрой по отцовской линии бабушке наследной принцессы Минхо по материнской линии; тем самым делая госпожу Ким троюродной сестрой наследной принцессы.
Через своего прадеда по отцовской линии госпожа Ким была четвероюродной сестрой Ким Ан Ро, а также стала тетей в 8 колене для Ким Су Док, жены принца Кана, через своего младшего брата Ким Гю.

### Королева-консорт
В 1600 году умерла королева Ыйин — первая королева-супруга Сонджо. Госпожа Ким была выбрана для брака по договорённости между семьями. Она стала королевской супругой в 1602 году, когда ей было 19 лет. Муж был на 32 года старше неё, и даже старше её родителей.
Когда она стала королевой, её отец получил придворный титул «внутренний принц Ёнхын» (연흥부원군), а мать — «внутренняя принцесса-консорт Квансан» (광산부부인).
К тому времени её муж уже назначил принца Кванхэ своим наследником, поскольку королева Ыйин умерла, не оставив потомства. Кванхэ был вторым сыном Сонджо, рождённым от благородной супруги Гон из клана Кимхэ Ким, старшей наложницы 1-го ранга. Кванхэ был фактическим правителем Чосона во время японских вторжений в Корею с 1592 по 1598 год.
В 1603 году королева родила дочь — принцессу Чонмён. В 1604 году она родила ещё одну дочь, которая умерла в младенчестве. В 1606 году королева родила сына Ли Юя, впоследствии получившего титул великого принца Ёнчана. Согласно «Гечук Ильги», Кванхэ и его родственники были сильно взволнованы, поскольку считали, что положение Кванхэ как наследника престола находится под угрозой, ведь согласно закону сын королевы имел более высокий ранг и больше прав на престолонаследие, чем сын наложницы. Сонджо планировал сделать законного сына наследником, но не успел этого сделать до своей скоропостижной смерти в 1608 году.

### ПравлениеКванхэгуна
После смерти Сонджо в 1608 году Кванхэ взошел на трон как пятнадцатый король Чосона из династии Ли, а королева была удостоена звания Вдовствующей королевы Сосон. Во время своего правления Кванхэ безжалостно преследовал Сосон и принца Ёнчана. Сосон сопротивлялась настойчивым требованиям короля передать ему Ёнчана. В конце концов, она все же передала Великого принца Ёнчана Кванхэ, чтобы он мог вырасти и получить образование во дворце как королевский принц. К сожалению, Ёнчан был сослан на остров Канхва вместе с отцом вдовствующей королевы, Ким Че Намом, её братьями и зятем, которым предстояло расследование. В 1613 году король приговорил Ким Че Нама, её братьев и зятя к смертной казни.
В 1614 году её сын Великий принц Ёнчан также был приговорен к смертной казни.
Сама Сосон была свергнута и заключена во дворец Кёнгун вместе с принцессой Чонмён. Год за годом число её обслуживающего персонала уменьшалось из-за предательства, дезертирства и смерти.

### Более поздняя жизнь
Её заключение закончилось, когда Кванхэ был свергнут в 1623 году и заменен её сводным внуком, племянником Кванхэ, королем Инджо. Ей и её дочери также было разрешено жить во дворце Чхандок с восстановлением их титулов и должностей; Позже в 1624 году она была удостоена звания Великой вдовствующей королевы Мёнрёль.
Во время восшествия на престол Ким Инджо её 21-летняя дочь, принцесса Чонмён, считалась слишком старой для брака. Таким образом, принцесса должна была быть быстро выдана замуж за кого-то, кто был моложе её, а не за того, кто был старше или похож на неё по возрасту. Нет никакого объяснения, почему выбор брака принцессы Чонмён был отложен, но считается, что причиной могли быть страх и беспокойство, которое Великая вдовствующая королева испытывала по отношению к своей дочери, жившей за пределами дворца во время правления Кванхэгуна.
Принцесса Чонмён все же вышла замуж за Хон Джу Вона в 1623 году, который был на 3 года моложе её, и у них родились 7 сыновей и 1 дочь за время брака. Один из её внуков стал прапрадедом госпожи Хегён (будущая жена её сводного пра-пра-пра-пра-правнука, наследного принца Садо)
Великая вдовствующая королева умерла на 9-м году правления короля Инджо в возрасте 47 лет 13 августа 1632 года и похоронена в Мокныне, Гури, Кёнги, со своим мужем и его первой супругой, королевой Ыйин. Она была посмертно удостоена звания королевы Инмок.
Перед своей смертью королева Инмок сделала и передала своей семье письмо о жизни королевской семьи. Она умоляла не допускать, чтобы родственники из её клана вступали в брак с членами королевской семьи, поскольку она страдала от того, что несла это бремя как один из членов. Эта записка в конечном итоге перешла к её праправнучке в 8 колене Ким Су Док, которая также пережила несчастливый брак по расчету.

### Гечук Ильги
Гечук Ильги (Дневник года Гечук, 1613 г.) был дневником, предположительно составленным неназванной придворной дамой, близкой и преданной королеве Инмок, и написанным с точки зрения королевы Инмок, хотя его формат дневника придает ему видимость документальной объективности. В храме Юджомса на горе Кымган сохранилась часть дневника «Бомунгён», написанная самой королевой Инмок.
Ким Ёнсук, одна из наиболее осведомлённых ученых о корейских женщинах и женщинах-писательницах до Нового времени, после тщательного анализа соответствующих исторических записей пришел к выводу, что изображение Кванхэ, данное в Гечук Ильги, заметно отличается от описания его в современных исторических записях. Кванхэ, как пишет профессор Ким, на самом деле был «мудрым и добрым королем». Несмотря на все свои усилия, он не смог спасти ни своего старшего брата, ни сводного брата, ни, наконец, себя от политической фракционности, свирепствовавшей во время его правления.
Она предполагает несколько причин грубых искажений в дневнике. Во-первых, он был написан после свержения Кванхэ. Во-вторых, это, вероятно, работа придворной дамы, верной королеве Инмок. В-третьих, следуя образцу крайнего противопоставления добра и зла, уже установленному в традиционной художественной литературе периода Чосон, произведение искажает, упрощает и преувеличивает более сложные ситуации с участием Кванхэ, его брата и сводного брата, а также королевы Инмок.

## Семья

### Родители
- Отец — Ким Че-Нам (1562 — 1 июня 1613) (김제남, 金悌男)
  - 1) Дед — Ким О (1526—1570) (김오, 金祦)
    - 2) Прадедушка — Ким Ан-до (김안도, 金安道)[7]
      - 3) Прапрадед — Ким Чжон (김전, 金詮) (1458—1523)[8]
        - 4) Прапрапрадедушка — Ким Ву-шин (김우신, 金友臣)[9]
        - 4) Прапрапрабабушка — госпожа Йи из клана Инчхон Йи (이천 이씨)

      - 3) Прапрабабушка -госпожа Сон из клана Джинчхон Сон (진천 송씨)[10]

    - 2) Прабабушка — госпожа Кан (강씨, 姜氏)

  - 1) Бабушка —госпожа Гвон из клана Андон Гвон (본관: 안동 권씨)
- Мать — Внутренняя принцесса-консорт Квансан из клана Кванджу Но (1557—1637) (광산부부인 노씨, 光山府夫人 盧氏)
  - 1) Дедушка — Но Гэ (1534—1569) (노게)
  - 1) Бабушка — госпожа Хан из клана Чхонджу Хан (본관: 청주 한씨)

### Братья и сёстры
- Старший брат — Ким Нэ (김내, 金琜) (1576 — 1 июня 1613)
  - Невестка — госпожа Чон из клана Чогье[уточнить] Чжон (초계 정씨, 草溪 鄭氏) (1575—1640)
    - Племянник — Ким Чонсок (김천석, 金天錫) (1604—1673)
    - Племянник — Ким Гусок (김군석, 金君錫); стал приёмным сыном Ким Сона (김선, 金瑄)
    - Племянница — госпожа Ким из клана Ёнан Ким
      - Муж племянницы — Ким Кванчан (김광찬, 金光燦) (1597 — 24 февраля 1668)[11]

    - Племянница — госпожа Ким из клана Ёнан Ким
      - Муж племянницы — Чхве Гык-рян (최극량)

    - Племянница — госпожа Ким из клана Ёнан Ким
      - Муж племянницы — Ли Хуён (이후연)
- Старшая сестра — госпожа Ким из клана Ёнан Ким (1581—1604)
  - Шурин — Сим Чонсе (심정세, 沈挺世) (1579 — 1 июня 1613)[12]
    - Племянник — Сим Джин (심진, 沈榗) (1602—1690)
    - Племянница — госпожа Сим из клана Чхонсон Сим
      - Муж племянницы — Пэк Хонгиль (백홍일)
- Младший брат — Ким Гю (김규, 金珪) (1596 — 1 июня 1613)[13]
  - Невестка — Со Мисэн (서미생, 徐楣生), госпожа Со из клана Тэгу Со (본관: 대구 서씨) (1597—1666)[14]
    - Племянник — Ким Хонсок (김홍석, 金弘錫) (1612 -?)
- Младший брат — Ким Сон (김선, 金瑄) (1599 — 1 июня 1613)
  - Приемный племянник — Ким Гонсок (김군석, 金君錫); сын Ким Нэ (김내)

### Супруг
- Ли Ён, ван Сонджо (26 ноября 1552 г. — 16 марта 1608 г.) (조선 선조)
  - Свекровь — Великая внутренняя принцесса-консорт Хадон из клана Хадон Чжон (23 сентября 1522 — 24 июня 1567) (하동부대부인 정씨)
    - Законная свекровь — королева Инсун из клана Чхонсон Сим (인순왕후 심씨) (27 июня 1532 — 12 февраля 1575)

  - Свёкор — Ли Чо, Великий внутренний принц Докхын (2 апреля 1530 — 14 июня 1559) (이초 덕흥대원군)
    - Законный свёкор — Ли Хван, ван Мёнджон (조선 명종) (3 июля 1534 — 2 августа 1567)

### Дети
- Дочь — принцесса Чонмён (정명공주) (27 июня 1603 — 8 сентября).ноябрь 1685 г.)[15]
  - Зять — Хон Джу-Вон (홍주원) (1606—1672)
    - Внук — Хон Ман-ён (홍만용, 洪萬容) (1631—1692)[16]
      - Прапраправнучка — госпожа Хегён (1735—1816)
- Безымянная дочь (1604 г.); умерла преждевременно
- Сын — Ли Ый, великий принц Ёнчан (이의 영창대군) (12 апреля 1606 г. — 19 марта 1614 г.)
  - Приемный внук — принц Чансон (창성군 필, 昌城君 佖) (1627—1689)[17]

## В искусстве

### Дорамы
- Сыграл Ли Бо Хи в сериале KBS 1995 года « Западный дворец» .
- Сыграла Хон Ын Хи в сериале MBC 1999—2000 Hur Jun.
- Сыграла Хон Су Хён в сериале SBS 2003—2004 гг. «Женщина короля».
- Сыграла Чхве Суджи в сериале KBS2 2008 года Хон Гиль-дон.
- Сыграла Со И Ан в сериале MBC 2013 года Hur Jun, The Original Story .
- Сыграла Ко Вон Хи в сериале KBS2 2014 года «Лицо короля» .
- Сыграла Шин Ын Чжон в сериале MBC 2015 года « Великолепная политика» .
- Сыгралаа Чан Ён Нам в сериале tvN 2019 года «Коронованный клоун» .
- Сыграла О Ха-ни в сериале KBS2 2019 года «Сказка о Нокду» .
- Сыграла Юн Ён Мин в сериале MBN 2021 года « Боссам: Украсть судьбу» .

### Вебтун
- Изображается на KakaoPage Webtoon 2019 года в вебтуне «Наконец, Голубое пламя» (마침내 푸른 불꽃이).